# レオナルド・ディカプリオ
レオナルド・ウィルヘルム・ディカプリオ（英: Leonardo Wilhelm DiCaprio [liːəˈnɑːrdoʊ dᵻˈkæprioʊ], 1974年11月11日 - ）は、アメリカ合衆国の俳優、映画プロデューサー、脚本家、環境活動家。

## キャリア

### 生い立ち
カリフォルニア州ロサンゼルスにて、父ジョージ・ディカプリオと母イルメリン・インデンバーケンとの間に生を受ける。父はイタリア系およびドイツ系 で、アンダーグラウンド・コミックスを描いて生計を立てていた。母は50年代に旧西ドイツのルール地方からアメリカに移住してきた、ロシア系およびドイツ系の女性で、母方の祖母エレーナ・スミルノワはロシアからドイツへ移民してきた人物であった。
レオナルドの名は、母が妊娠中にイタリアの美術館でレオナルド・ダ・ヴィンチの絵画を鑑賞している最中に、胎児が強い反応を示した（腹部を蹴った）ことに由来する。姓のディカプリオは、『カプリ島の』の意。
生後間も無くして両親は別れ、レオナルドは母に引き取られたが、父は隣に住んでいたため交流は途絶えなかった。幼少時は漫画の収集、さらに父と美術館に足を運ぶことが趣味であった。また、母の実家があるドイツを度々訪れ、そこで祖父母と時間を過ごすことが多かったため、ドイツ語が堪能になった。

### 俳優デビュー
父の再婚相手の息子のアダム（レオナルドの義兄）がテレビコマーシャルで多くの収入を得ていたことに感化され、俳優になることを志す。10歳頃からオーディションを受け始めたが幾度と無く不合格となり、挙句の果てには、本名の響きはエキゾチックであるとして「レニー・ウィリアムズ」への改名を打診されるなど不遇の時期が続いた。
14歳で初めてテレビコマーシャルへの出演を果たすと、テレビドラマにも出演を重ねるようになり、1993年に出演した『ギルバート・グレイプ』で、19歳にしてアカデミー助演男優賞にノミネート。その後も立て続けに映画への出演を重ね、『ロミオ+ジュリエット』ではベルリン国際映画祭の銀熊賞 (男優賞)を受賞した。

### 映画「タイタニック」で一躍スターに
ディカプリオを一躍スターに押し上げたのは、1997年公開の『タイタニック』である。数多くの興行収入記録を塗り替えたこの作品での、悲劇的にして純粋な役柄が生来の端整な顔立ちと相俟ってその名声と知名度が世界規模に飛び火した。
また、本作はアカデミー作品賞を受賞し、ディカプリオの主演男優賞ノミネートにも期待が高まったが、ノミネートされずに大きな話題を呼んだ。
「レオマニア」と呼ばれる熱狂的ファンが世界的に生まれ、1990年代後半を象徴するセックス・シンボルとなった。日本では各種メディアがディカプリオをレオ様と呼び、レオ様旋風を引き起こした。
さらに、この頃サービスが開始されたインターネットにおいても、世界で最もその名が検索された人物となった。

### 2000年代
2001年、映画制作会社「アッピアン・ウェイ（アッピア街道の意）」を設立。翌2002年にはマーティン・スコセッシの監督作品『ギャング・オブ・ニューヨーク』に主演。アカデミー主演男優賞のノミネートを共演のダニエル・デイ＝ルイスが獲得した不運に見舞われたが、長年苦しんできたイメージの払拭に成功し、観客・評論家双方の高い評価を得ることに成功した。また同年秋に公開された『キャッチ・ミー・イフ・ユー・キャン』は各国でヒットした。
2004年、アッピアン・ウェイで初めて製作を担当した『アビエイター』でスコセッシと再度コンビを組んだディカプリオは実在したアメリカの大富豪、ハワード・ヒューズを演じゴールデングローブ賞 ドラマ部門主演男優賞を受賞。アカデミー主演男優賞受賞の期待も高まったが、同じく実在の人物、レイ・チャールズを演じた『Ray/レイ』のジェイミー・フォックスの前に涙を呑んだ。
2006年には『ディパーテッド』、『ブラッド・ダイヤモンド』と2作品に出演。前者はアカデミー作品賞を受賞し、後者では自身がアカデミー主演男優賞にノミネートされた。
その後も、2008年には『タイタニック』のケイト・ウィンスレットと再び共演した『レボリューショナリー・ロード/燃え尽きるまで』で、ウィンスレット演じる主婦の夫を演じ、ウィンスレットの当時の夫だったサム・メンデス監督作品に初参加。

### 2010年代
2010年公開の『インセプション』では、クリストファー・ノーラン監督と初タッグを組む。その翌年にはクリント・イーストウッド監督作の『J・エドガー』でFBIの初代長官ジョン・エドガー・フーヴァーを演じた。
2012年に公開されたクエンティン・タランティーノ監督の『ジャンゴ 繋がれざる者』で、タランティーノ監督との初タッグ、並びに初の悪役を演じた。有名監督の話題作に立て続けに出演し、『レボリューショナリー・ロード/燃え尽きるまで』と『J・エドガー』、『ジャンゴ 繋がれざる者』では、ゴールデングローブ賞にもノミネートされた。
2013年、ドイツのビルト紙上において俳優休業宣言をした。同年に中国で行われた青島東方影都の起工式にニコール・キッドマン、クリストフ・ヴァルツ、ケイト・ベッキンセイル、ユアン・マクレガー、ジョン・トラボルタ、キャサリン・ゼタ＝ジョーンズ、ハーヴェイ・ワインスタインなどのハリウッド関係者とともに出席し、招待した大連万達グループから200万ドルを支払われたという。
また、同年にはスコセッシと再びタッグを組み、製作・主演を兼任した『ウルフ・オブ・ウォールストリート』が公開。実在した株屋のジョーダン・ベルフォートを演じ、ゴールデングローブ賞 主演男優賞 (ミュージカル・コメディ部門)を受賞。その年の第86回アカデミー賞でも、プロデューサーとしての作品賞、並びに主演男優賞の2部門ノミネートされた。
2015年、アレハンドロ・ゴンザレス・イニャリトゥ監督作品『レヴェナント：蘇えりし者』で主演のヒュー・グラスを演じた。本作では、凍った川に入ったり、生肉を食べるなど、過酷な撮影を強いられたが、本作でディカプリオは悲願のアカデミー主演男優賞を受賞した。この快挙にメディアでは「『何を演じても本人』から脱却」と評価された。

## 人物像

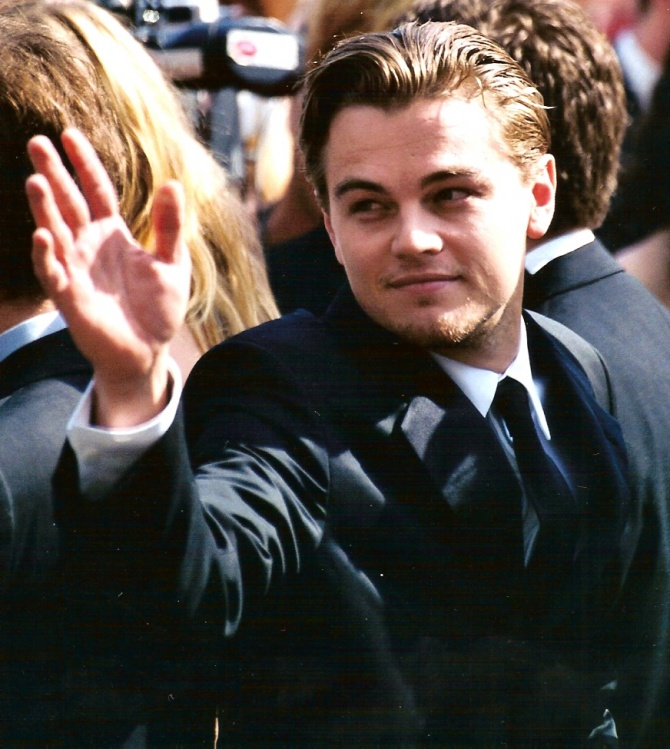
2002年、カンヌ国際映画祭にて

本田技研工業、オリコカード、スズキ、トヨタ自動車、オリックス不動産、サントリーなどといった日本企業のテレビコマーシャルに出演している。日本のTOTO製最新型ウォシュレットNeorest 500を購入した。
過去に交際した女性は、ジゼル・ブンチェン（ブラジル出身のモデル）、バー・ラファエリ（イスラエル出身のモデル）、ブレイク・ライヴリー（アメリカ出身の女優）。2011年よりモデルのエリン・ヘザートンと交際していた。2022年にも交際歴が判明しており、モデルのカミラ・モローネとの写真が撮られている。
子供向け番組の『ロンパールーム』に出演していた際、本番中にスタジオを走り回ったりと手に負えず降板させられた。当時の事を「大変なガキだった」と話している。
親友は俳優のトビー・マグワイアとルーカス・ハース。過去にトビーと、近年はルーカスと世界を駆け回っている。また、トビーとはテレビドラマ『バックマン家の人々』で共演し、家が近所だった事から昔から頻繁に遊んでいた。
『タイタニック』や『レボリューショナリー・ロード/燃え尽きるまで』で共演したケイト・ウィンスレットとも親友で、よく食事に出かけている。そのため、彼女の子供達には懐かれている。
大のサッカーファンとして知られていて、2010 FIFAワールドカップにも2014 FIFAワールドカップにも現地に赴き、スタジアムでサッカー観戦をしている。2014年のブラジルワールドカップではイングランドプレミアリーグ・マンチェスター・シティFCオーナーのシャイフ・マンスール・アルナーヤンが所有してるヨット（船の値段にしておよそ714億円で世界で5番目に大きい豪華客船）を借りてサッカー観戦したことが世界的ニュースとなった。
出演作以外でのベスト映画に宮崎駿監督の『もののけ姫』と『千と千尋の神隠し』の2作品を挙げている。
映画におけるキスシーンで最高なものだったのはタイタニックのケイト・ウィンスレットとのキスシーンだと打ち明けた。

## 環境保護活動
俳優以外の活動で広く知られているのがエコロジー関連の活動である。自身監修のエコサイトの開設や、レクサス・LSやトヨタ・プリウス等々のハイブリッドカーを所有し、フィスカーの宣伝もしていた　アカデミー賞授賞式にプリウスを自ら運転して登場し話題となった。
2014年からは、電気自動車の普及促進を目的として、ベンチュリーと共同で、ベンチュリーグランプリ・フォーミュラEチームを率いて、FIA フォーミュラE選手権に参戦する。
その一方で、高性能だが燃費が良いとは言い難いブガッティ・ヴェイロンも所有している他、必要が無いほど多数のハイブリッドカーを所有し、さらに主な移動手段として乗客1人当たりの燃費効率の悪いプライベートジェット機を使用しており、ポリシーの矛盾を指摘されている。
環境問題を題材にしたドキュメンタリー映画でナレーションを務め、ベジタリアンとしても知られている。2015年、自身の名を冠した環境保護団体「レオナルド・ディカプリオ財団」から、世界中の環境保護団体に総額で1500万ドルを寄付することを発表。2019年のアマゾン大火災の際は、熱帯雨林保護のために、500万ドル（約5億3000万円）を寄付することを発表した。
また、代替肉のハンバーガーを開発するビヨンド・ミート社に投資、ディカプリオは2018年9月26日、自身のツイッターで次のように述べている。
植物性のハンバーガーは、牛肉のハンバーガーよりも水の使用量が99 %少なく、土地の使用は93 %少なく、エネルギーの使用量は50 %近く少ない。そして温室効果ガスは90 %削減される。未来のタンパク質への投資家であることを誇りに思う。—レオナルド・ディカプリオ、
2022年5月には、F1世界チャンピオンのルイス・ハミルトンが設立に加わったヴィーガンと有機食品のみを提供するファーストフードチェーンであるニートバーガーに投資した。

## 収入
2011年9月、経済誌『フォーブス』によるランキング「エンターテインメント界で最も稼いだ男性」では、2011年の5月までの1年間の収入が7700万ドル（日本円で約58億5200万円）とされ、8位にランクインした。

## フィルモグラフィー

### 映画
| 年   | 題名                                                                       | 役名                             | 備考 | 吹き替え |
| ---- | -------------------------------------------------------------------------- | -------------------------------- | --- | --- |
| 1991 | クリッター3 Critters 3                                                     | ジョシュ                         | 日本劇場未公開 | （吹き替え版なし）                                                                                                   |
| 1992 | ボディヒート Poison Ivy                                                    | ガイ                             | | （吹き替え版なし）                                                                                                   |
| 1993 | ボーイズ・ライフ This Boy's Life                                           | トバイアス・“トビー”・ウルフ     | シカゴ映画批評家協会有望俳優賞受賞 ロサンゼルス映画批評家協会ニュー・ジェネレーション賞受賞 | 草尾毅 |
| 1993 | ギルバート・グレイプ What's Eating Gilbert Grape                           | アーニー・グレイプ               | シカゴ映画批評家協会有望俳優賞受賞 ロサンゼルス映画批評家協会ニュー・ジェネレーション賞受賞 ナショナル・ボード・オブ・レビュー助演男優賞受賞 ゴールデングローブ賞 助演男優賞ノミネート アカデミー助演男優賞ノミネート                            | 草尾毅 |
| 1995 | 百一夜 Les Cent et une nuits de Simon Cinéma                               | ハリウッド俳優                   | クレジット表記なし | TBA |
| 1995 | クイック&デッド The Quick and the Dead                                     | フェー・ヘロド（“ザ・キッド”）   | | 松本保典（ソフト版） 岡野浩介（テレビ朝日版）                                                                        |
| 1995 | バスケットボール・ダイアリーズ The Basketball Diaries                      | ジム・キャロル                   | 草尾毅 | |
| 1995 | 太陽と月に背いて Total Eclipse                                             | アルチュール・ランボー           | 三木眞一郎 | |
| 1996 | ロミオ+ジュリエット Romeo + Juliet                                         | ロミオ                           | ベルリン国際映画祭男優賞受賞 | 草尾毅（ソフト版） 浪川大輔（テレビ朝日版） 鳥海勝美（フジテレビ版）                                                 |
| 1996 | マイ・ルーム Marvin's Room                                                 | ハンク                           | | 三木眞一郎 |
| 1997 | タイタニック Titanic                                                       | ジャック・ドーソン               | ゴールデングローブ賞 主演男優賞（ドラマ部門）ノミネート | 松田洋治（ソフト版） 妻夫木聡（フジテレビ版1） 石田彰（日本テレビ版） 内田夕夜（フジテレビ版2） 草尾毅（機内上映版） |
| 1998 | 仮面の男 The Man in the Iron Mask                                          | ルイ14世 / フィリップ            | ゴールデンラズベリー賞ワースト・スクリーン・カップル賞受賞 | 草尾毅 |
| 1998 | セレブリティ Celebrity                                                     | ブランドン・ダロー               | | 草尾毅 |
| 2000 | ザ・ビーチ The Beach                                                       | リチャード                       | 松田洋治（ソフト版） 石田彰（日本テレビ版） | |
| 2000 | あのころ僕らは Don's Plum                                                  | デレク                           | 浪川大輔 | |
| 2002 | ギャング・オブ・ニューヨーク Gangs of New York                             | アムステルダム・ヴァロン         | 森川智之（ソフト版） 高橋広樹（日本テレビ版） 加瀬康之（VOD版） | |
| 2002 | キャッチ・ミー・イフ・ユー・キャン Catch Me If You Can                     | フランク・W・アバグネイル        | ゴールデングローブ賞 主演男優賞 (ドラマ部門)ノミネート | 猪野学 |
| 2004 | アビエイター The Aviator                                                   | ハワード・ヒューズ               | 製作総指揮 ゴールデングローブ賞 主演男優賞（ドラマ部門）受賞 全米映画俳優組合賞主演男優賞ノミネート 英国アカデミー賞 主演男優賞ノミネート アカデミー主演男優賞ノミネート                                                                         | 浪川大輔 |
| 2006 | ディパーテッド The Departed                                                | ビリー・コスティガン             | ゴールデングローブ賞 主演男優賞（ドラマ部門）ノミネート 全米映画俳優組合賞助演男優賞ノミネート 英国アカデミー賞 主演男優賞ノミネート | 内田夕夜 |
| 2006 | ブラッド・ダイヤモンド Blood Diamond                                       | ダニー・アーチャー               | ゴールデングローブ賞 主演男優賞（ドラマ部門）ノミネート 全米映画俳優組合賞主演男優賞ノミネート アカデミー主演男優賞ノミネート | 浪川大輔 |
| 2007 | The 11th Hour                                                              | ナレーション                     | 製作 日本劇場未公開 | （吹き替え版なし）                                                                                                   |
| 2008 | ワールド・オブ・ライズ Body Of Lies                                        | ロジャー・フェリス               | | 内田夕夜 |
| 2008 | レボリューショナリー・ロード/燃え尽きるまで Revolutionary Road             | フランク・ウィーラー             | ゴールデングローブ賞 主演男優賞（ドラマ部門）ノミネート | 浪川大輔 |
| 2010 | シャッター アイランド Shutter Island                                       | エドワード・“テディ”・ダニエルズ | | 加瀬康之 |
| 2010 | インセプション Inception                                                   | ドミニク・“ドム”・コブ           | 内田夕夜（劇場公開版） 浪川大輔（テレビ朝日版） | |
| 2011 | J・エドガー J. Edgar                                                       | ジョン・エドガー・フーヴァー     | ゴールデングローブ賞 主演男優賞 (ドラマ部門)ノミネート | 小森創介 |
| 2012 | ジャンゴ 繋がれざる者 Django Unchained                                     | カルヴィン・キャンディ           | ゴールデングローブ賞 助演男優賞ノミネート ナショナル・ボード・オブ・レビュー賞 助演男優賞受賞 | 加瀬康之 |
| 2013 | 華麗なるギャツビー The Great Gatsby                                        | ジェイ・ギャツビー               | 『グレート・ギャツビー』の5度目の映画化 | 内田夕夜 |
| 2013 | ウルフ・オブ・ウォールストリート The Wolf of Wall Street                   | ジョーダン・ベルフォート         | 兼製作 ゴールデングローブ賞 主演男優賞 (ミュージカル・コメディ部門) 受賞 全米映画俳優組合賞主演男優賞ノミネート 英国アカデミー賞 主演男優賞ノミネート アカデミー主演男優賞ノミネート アカデミー作品賞ノミネート（製作者として）                  | 加瀬康之 |
| 2015 | レヴェナント: 蘇えりし者 The Revenant                                      | ヒュー・グラス                   | 第36回ボストン映画批評家協会賞・主演男優賞 ゴールデングローブ賞 主演男優賞（ドラマ部門）受賞 クリティクス・チョイス・ムービー・アワード 主演男優賞受賞 全米映画俳優組合賞主演男優賞受賞 英国アカデミー賞 主演男優賞受賞 アカデミー主演男優賞受賞 | 加瀬康之 |
| 2016 | 地球が壊れる前に Before the Flood                                          | 本人                             | 兼製作 第20回ハリウッド映画賞ドキュメンタリー映画賞受賞 Evening Standard British Film AwardsBest Documentary受賞 | 加瀬康之 |
| 2019 | ワンス・アポン・ア・タイム・イン・ハリウッド Once Upon a Time in Hollywood | リック・ダルトン                 | ゴールデングローブ賞 主演男優賞 (ミュージカル・コメディ部門)ノミネート 英国アカデミー賞 主演男優賞ノミネート 第92回アカデミー賞主演男優賞ノミネート                                                                                              | 加瀬康之 |
| 2021 | ドント・ルック・アップ Don't Look Up                                       | ランダル・ミンディ博士           | | 内田夕夜 |
| 2023 | キラーズ・オブ・ザ・フラワー・ムーン Killers of the Flower Moon            | アーネスト・バークハート         | 加瀬康之 | |
| 2025 | ワン・バトル・アフター・アナザー One Battle After Another                  |                                  | | |
| TBA  | Billy Summers                                                              | ビリー・サマーズ                 | | |
| TBA  | Frank Sinatra's biopic Movie                                               | フランク・シナトラ               | | |

### テレビ
| 放送年      | 題名                           | 役名                           | 吹き替え |
| ----------- | ------------------------------ | ------------------------------ | -------- |
| 1990        | バックマン家の人々 Parenthood  | ゲイリー・バックマン           |          |
| 1990        | The New Lassie                 | 少年                           |          |
| 1990        | Santa Barbara                  | 少年時代のメイソン・カプウェル |          |
| 1991        | Roseanne                       | ダーレンのクラスメート         |          |
| 1991 - 1992 | 愉快なシーバー家 Growing Pains | ルーク・ブラウワー             | 阪口大助 |

### プロデュース
| 公開年 | 邦題 原題                                                             | 備考                      |
| ------ | --------------------------------------------------------------------- | ------------------------- |
| 2004   | リチャード・ニクソン暗殺を企てた男 The Assassination of Richard Nixon | 製作総指揮                |
| 2004   | アビエイター The Aviator                                              | 製作総指揮                |
| 2007   | The 11th Hour                                                         | 製作                      |
| 2007   | Gardener of Eden                                                      | 製作                      |
| 2008   | Greensburg                                                            | 製作                      |
| 2009   | エスター Orphan                                                       | 製作                      |
| 2011   | 赤ずきん Red Riding Hood                                              | 製作                      |
| 2011   | スーパー・チューズデー 〜正義を売った日〜 The Ides of March           | 製作総指揮                |
| 2013   | ランナーランナー Runner Runner                                        | 製作                      |
| 2013   | ファーナス/訣別の朝 Out of the Furnace                                | 製作                      |
| 2016   | 夜に生きる Live by Night                                              | 製作                      |
| 2018   | フッド: ザ・ビギニング Robin Hood                                     | 製作                      |
| 2019   | リチャード・ジュエル Richard Jewell                                   | 製作                      |
| 2020   | マーキュリー・セブン The Right Stuf                                   | テレビシリーズ 製作総指揮 |

## 日本語吹き替え
主に担当しているのは、以下の人物である。
加瀬康之
『シャッター アイランド』で初担当し、同作は「原版に忠実」「超日本語吹替版」と評されるなど高い評価を得た。以降は『ウルフ・オブ・ウォールストリート』などの代表作をはじめ、大半の作品で吹き替えを担当するようになり、現在では「ディカプリオの吹き替えでお馴染みの加瀬」と評されるほどに定着している。
内田夕夜
『タイタニック』（フジテレビ版2）で初担当。以降、『インセプション』（劇場公開版）など代表作を多数担当し、馴染みのある配役として定着している。なお、『タイタニック』は初めて新聞に自身の名前が載った作品で、嬉しさのあまり何社もの新聞を買い集めていたと語っている。アニメ『お兄ちゃんはおしまい!』第3話では内田を起用して『タイタニック』のパロディが行われた。
草尾毅
『ボーイズ・ライフ』で初担当。主にデビュー初期の作品の多くを吹き替え、90年代におけるディカプリオのフィックスとして定着している。『タイタニック』は機内上映版を担当しており、日本で初めて同作のディカプリオを吹き替えた人物にあたるが、当の草尾自身も未だに自身の出演した音源で本編を鑑賞出来ておらず、何とか鑑賞したいという旨を述べている。
浪川大輔
『ロミオ+ジュリエット』（テレビ朝日版）で初担当。主に初期から中期の作品を担当している。初担当となった同作は、進路について悩んでいた自分が改めて声優を目指すきっかけになったと語っている。
このほかにも、石田彰、松田洋治、三木眞一郎なども複数回、声を当てている。
特に石田が演じた『タイタニック』（日本テレビ版）はファンからの人気が高く、放送情報が流れる度にSNSなどで反響が起こっている。上述の人気を受け、2024年3月27日発売の同作の4K ULTRAH HD Blu-rayには石田による日本語吹替音声が収録された。

## CM
- オリコカード ※ 日本のみ[41]
- ワゴン‐R
- サントリージムビーム[42]
- トヨタエスティマハイブリッドなど